# Heinrich Wolfer
Heinrich Wolfer  (* 9. März 1911 in Görz; † 2. Mai 1945 in Berlin) war ein österreichischer Psychiater zur Zeit des Nationalsozialismus. Wolfer war als Erbarzt maßgeblich an Zwangssterilisationen beteiligt.

## Leben
Wolfer, von 1929 bis 1931 Mitglied der Heimwehr, studierte nach dem Abitur von 1930 bis 1936 Medizin an der Universität Innsbruck. Später promovierte er zum Dr. med. Zum 1. Dezember 1931 trat er der NSDAP (Mitgliedsnummer 1.389.996) und zum 7. Juli 1932 der SA bei, von der er zum 7. November 1940 in die SS wechselte (SS-Nummer 365.793). In der SS erreichte er mindestens den Rang eines Untersturmführers. 1936 wurde er Volontär am Salzburger Landeskrankenhaus und von 1937 bis 1938 war er Assistenzarzt in Warstein. 
Zwischen 1938 und 1940 war Wolfer als Assistenzarzt an der Heilanstalt Graz-Feldhof beschäftigt und war zeitgleich Ortsgruppenleiter in Graz-Strass. Von 1940 bis 1943 war er Erbarzt an der Landesheilanstalt Salzburg, wo sein Vater Leo Wolfer Direktor war. Heinrich Wolfer galt dort als fanatischer Befürworter der „Euthanasie“. Ein damaliger Kollege meinte, „dass dieser Arzt den Willen hatte, die an ihn ergangenen Weisungen oder Befehle nicht nur 100 %, sondern möglichst 500 % auszuführen.“ Neben seiner Tätigkeit als Erbarzt setzte Wolfer auch „moderne“ Therapiemethoden in der Salzburger Heilanstalt um, so beispielsweise die Elektrokrampftherapie, welche Ende der 1930er Jahre entwickelt wurde. Ab 1942 war Wolfer zudem Gemeinschaftsleiter der NSDAP bei der Ortsgruppe Liefering. 
Wolfer wurde 1943 an das Gesundheitsamt Salzburg-Stadt versetzt und wurde Gauhauptstellenleiter des Rassenpolitischen Amtes in der Abteilung Praktische Bevölkerungspolitik. Zudem war er Referent für Rassefragen am Gauamt für Volksgesundheit sowie Gebietsarzt der HJ in Salzburg. 1944 erfolgte seine Meldung zur Waffen-SS, wo er der 11. SS-Freiwilligen-Panzergrenadier-Division „Nordland“-Sanitätsabteilung 11 in Stettin angehörte. Wolfer erhielt im Januar 1945 eine Spezialausbildung an der SS-ärztlichen Akademie in Graz und kehrte von dort später nach Stettin zurück. Seit April 1945 galt Wolfer als vermisst und starb Anfang Mai 1945 während der Schlacht um Berlin in Berlin-Mitte. Wolfer wurde auf einem von der SS zerstörten alten jüdischen Friedhof begraben.